# 希望國際大學

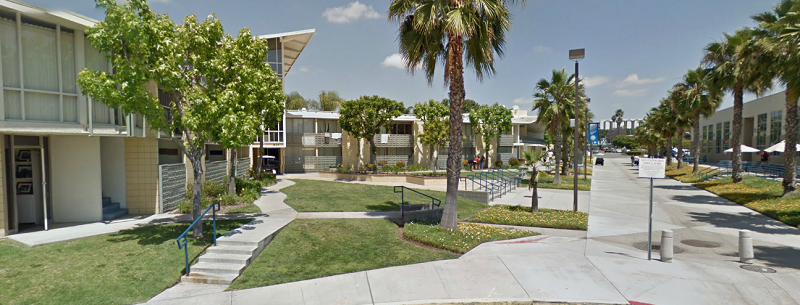
校園一景

希望國際大學（Hope International University）是位於美國加利福尼亞州富勒頓的一所基督教私立大學，1928年成立。這座大學就在同城的加州州立大學富勒頓分校南部不遠處，2015年《美國新聞與世界報道》“西部地區大學”排名中排在第19位。

## 外部連結
- Official website （页面存档备份，存于）
- Official athletics website （页面存档备份，存于）